# Nathalie Wise
Nathalie Wise（ナタリー・ワイズ）はTOKYO No.1 SOUL SETのBIKKEとundercurrentの斉藤哲也が2000年に結成したバンドである。

## 活動概要
2000年9月にBIKKEと斉藤哲也で結成、のちに高野寛が正式加入した。2001年発売のミニアルバム「THE MARBLETRON SESSIONS」でデビュー。2004年に活動休止を発表したが、デビューから20周年となる2021年に活動を再開（メンバーは再奏と称する）。同年4月30日にオンラインライブを実施した。

## メンバー
- BIKKE（ボーカル）
- 斉藤哲也（キーボード）
- 高野寛（ボーカル・ギター）

## ディスコグラフィー

### アルバム
- THE MARBLETRON SESSIONS（2001年8月28日）ミニアルバム
- Nathalie Wise（2002年1月23日）
- film,silence（2003年5月30日）
- raise hands high（2004年9月2日）
- 再奏/2021 LIVE（2021年6月5日） - ライヴアルバムをデジタルリマスター
- tour 2003 "film, silence"（2021年10月1日） - ライヴアルバム
- Open Sky（2023年5月6日） - 4月30日、収録曲4曲を先行配信

### その他
- 「KNOW FUTURE～SALON for MUSIC, MUSIC for SALON」（2001年3月21日）
- 「KNOW FUTURE Vol.2/DOWN YOUR TEMPO」（2001年8月21日）
- クラムボン,Nathalie Wise,ハナレグミ「サヨナラCOLOR～映画のためのうたと音楽～」（2005年8月6日）